# Thảm sát Katyn

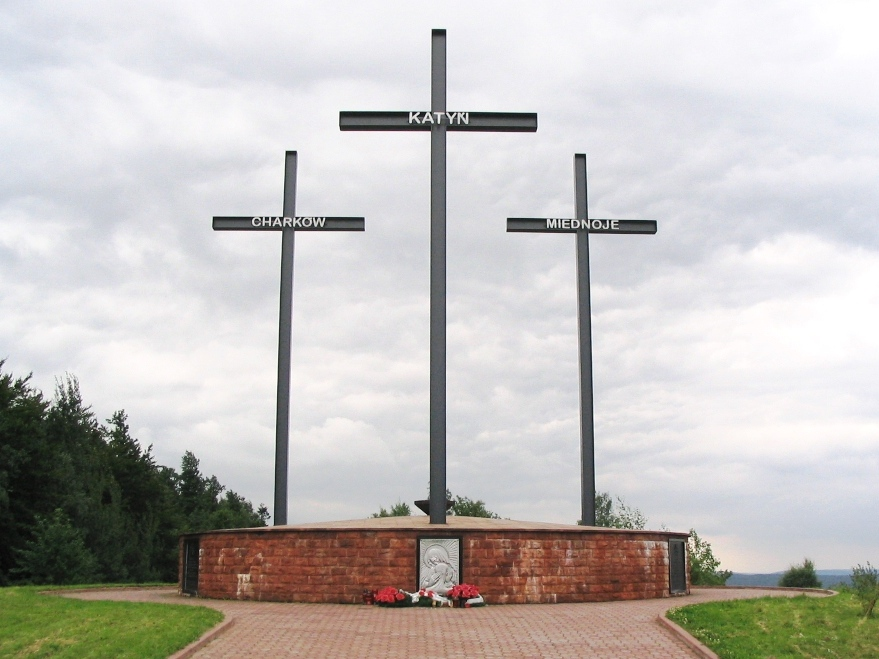
Đài tưởng niệm Katyn-Kharkiv-Mednoye

Thảm sát Katyn, cũng được gọi là vụ Thảm sát rừng Katyn (tiếng Ba Lan: Zbrodnia katyńska, mord Katyński, 'Tội ác Katyń'; tiếng Nga: Катынский расстрел Katynskij ra'sstrel 'Xử bắn Katyn'), được cho là một cuộc xử bắn hàng loạt những tù binh Ba Lan do Bộ Dân ủy Nội vụ (NKVD), cảnh sát mật Liên xô, thực hiện vào tháng 4 và tháng 5 năm 1940, khởi đầu từ đề xuất của L. P. Beriya đề nghị xử bắn tất cả các sĩ quan Ba Lan, ngày 5 tháng 3 năm 1940. Tài liệu chính thức này đã được Bộ Chính trị Đảng Cộng sản Liên Xô, gồm cả lãnh đạo I. V. Stalin, ký và đóng dấu. Số tù binh bị xử bắn được ước tính khoảng 22.000 người, với con số thấp hơn là 21.768 người.
Các tù binh bị xử bắn tại Rừng Katyn Nga, các trại tù Kalinin,  Kharkiv và những nơi khác. Trong tổng số người bị xử bắn, khoảng 8.000 là các sĩ quan Ba Lan bị bắt làm tù binh trong cuộc tấn công Ba Lan của Liên Xô năm 1939, 6.000 người khác là các sĩ quan cảnh sát, số còn lại là những người thuộc giới trí thức Ba Lan bị bắt giữ vì bị kết tội là các thành phần "gián điệp, sen đầm, địa chủ, những kẻ phá hoại, chủ nhà máy, luật sư, viên chức và thầy tu".

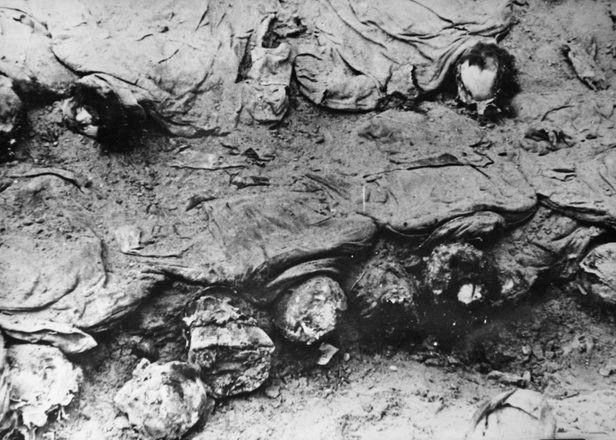
Khai quật Katyn, 1943

Chính phủ Phát xít Đức đã thông báo việc phát hiện những ngôi mộ tập thể ở rừng Katyn năm 1943. Khi Chính phủ Ba Lan lưu vong tại Luân Đôn yêu cầu Chữ thập đỏ quốc tế điều tra, Stalin ngay lập tức chấm dứt quan hệ ngoại giao với chính phủ này. Liên Xô tuyên bố các nạn nhân đã bị phát xít Đức giết hại, và tiếp tục phủ nhận trách nhiệm với các vụ xử bắn cho tới năm 1990, khi tổng thống Gorbachev chính thức thừa nhận và lên án việc xử bắn tù binh của NKVD, cũng như sự từ chối sau đó của chính phủ Liên Xô.[a]
Trong tháng 11 năm 2010, Quốc hội Nga đã thông qua một tuyên bố quy kết trách nhiệm cho Stalin và các viên chức Liên Xô khác đã đích thân ra lệnh cho vụ xử bắn.

## Bối cảnh

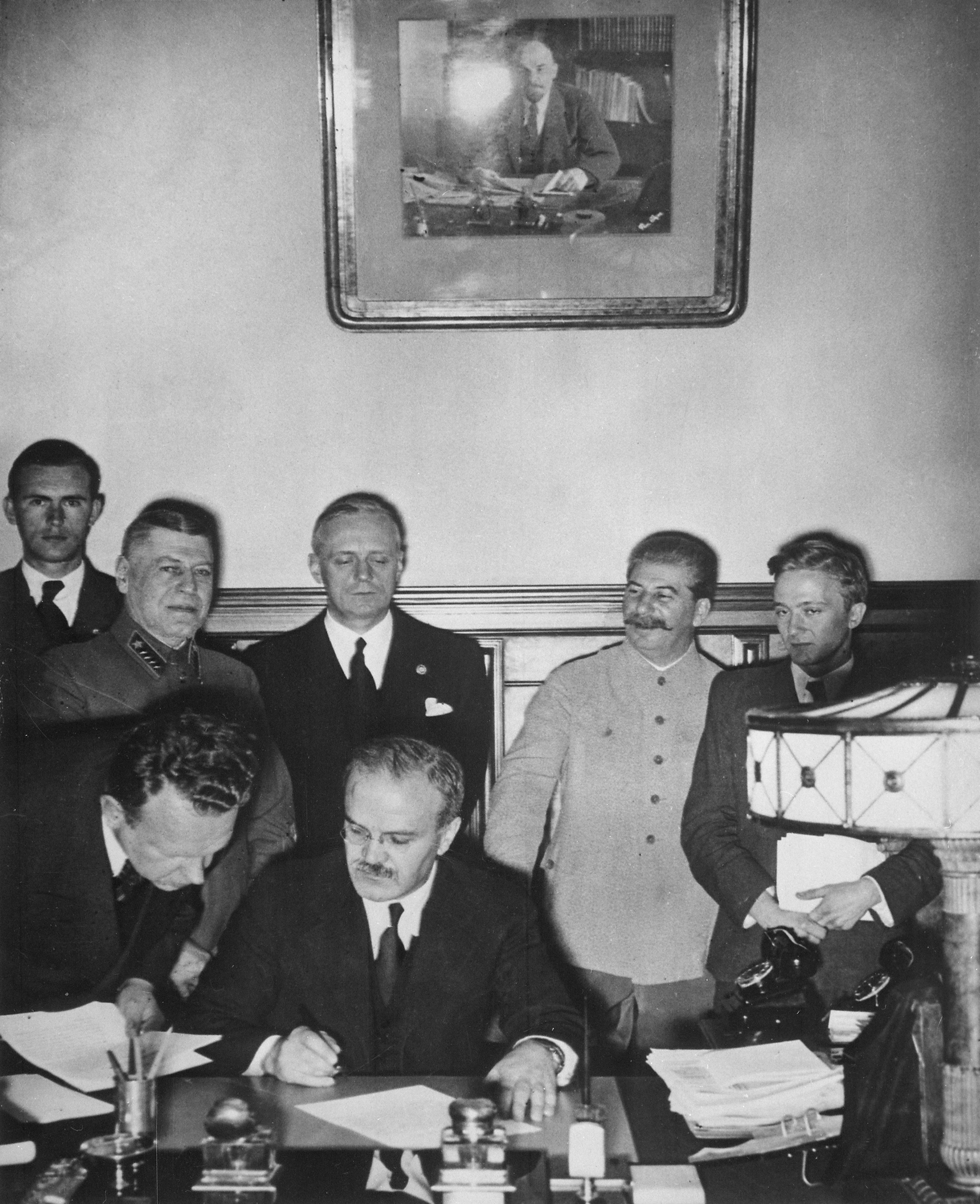
Bộ trưởng Ngoại giao Liên Xô Vyacheslav Molotov ký hiệp ước Molotov-Ribbentrop. Phía sau là Ribbentrop và Stalin.

Ngày 1 tháng 9 năm 1939, Phát xít Đức xâm lược Ba Lan. Cùng lúc đó, Anh và Pháp đã yêu cầu Đức rút quân do họ bị ràng buộc bởi Hiệp ước Phòng thủ chung Ba Lan-Anh và Liên minh quân sự Ba Lan-Pháp buộc phải tuyên chiến với Đức trong trường hợp xảy ra một cuộc xâm lược như vậy.
Ngày 3 tháng 9 năm 1939, sau khi Đức không thực hiện rút quân, Pháp, Anh và hầu hết các nước thuộc Khối thịnh vượng chung Anh tuyên chiến với Đức nhưng không có nhiều sự hỗ trợ quân sự cho Ba Lan. Họ ít thực hiện hành động quân sự lớn trong cái sẽ được gọi là cuộc Chiến tranh Giả vờ.
Liên Xô cũng bắt đầu cuộc tấn công của mình vào ngày 17 tháng 9 theo Hiệp ước Molotov-Ribbentrop. Hồng quân tiến nhanh chóng và gặp ít kháng cự, bởi các lực lượng Ba Lan đối mặt với họ nhận được lệnh không tham chiến với quân Liên Xô. Khoảng 250.000-454,700 binh sĩ và cảnh sát Ba Lan đã bị bắt làm tù binh và bị chính quyền Liên Xô giam giữ. Khoảng một nửa số tù binh được trả tự do hoặc trốn thoát, trong khi 125.000 người bị giam tại các trại do NKVD điều hành. Trong số đó, có 42.400 binh sĩ, chủ yếu là người thuộc sắc tộc Ukraina và Belarus phục vụ trong quân đội Ba Lan và sống tại các lãnh thổ cũ của Ba Lan khi ấy đã bị Liên Xô sáp nhập, và được thả ra vào tháng 10. 43.000 binh sĩ sinh ra tại Tây Ba Lan, khi ấy thuộc quyền kiểm soát của Đức, được chuyển cho người Đức; đổi lại người Liên xô nhận được 13.575 tù nhân Ba Lan từ phía Đức.

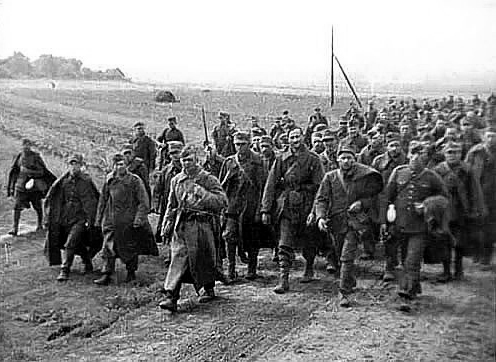
Tù binh Ba Lan bị Hồng quân bắt giữ trong cuộc tấn công Ba Lan

Ngoài những quân nhân và viên chức chính phủ, các công dân Ba Lan khác cũng bị trấn áp nếu bị kết tội chống chính quyền. Hàng ngàn thành viên giới trí thức Ba Lan cũng bị bắt giam vì bị kết án là "nhân viên tình báo, sen đầm, địa chủ, những kẻ phá hoại, chủ nhà máy, luật sư và thầy tu". Bởi hệ thống đăng lính của Ba Lan yêu cầu tất cả những người tốt nghiệp đại học không thuộc diện miễn trừ phải đăng ký làm sĩ quan dự bị, NKVD đã bắt giữ một lượng lớn giới trí thức Ba Lan.[f] Theo những ước tính của Viện Tưởng niệm Quốc gia (IPN), khoảng 320.000 công dân Ba Lan đã bị trục xuất sang Liên Xô (con số này bị một số nhà sử học, những người ủng hộ ước tính cũ khoảng 700.000-1.000.000 người, nghi ngờ). IPN ước tính con số công dân Ba Lan chết dưới chế độ cai trị Liên Xô trong Thế chiến II là 150.000 người (một con số đã được sửa đổi so với ước tính cũ là 500.000). Trong một nhóm 12.000 người Ba Lan bị gửi tới trại Dalstroy (gần Kolyma) năm 1940-1941, hầu hết là tù binh chiến tranh, chỉ 583 người còn sống sót, họ được thả ra năm 1942 để gia nhập Các lực lượng vũ trang Ba Lan ở phía Đông. Theo Tadeusz Piotrowski, "...trong cuộc chiến và sau năm 1944, 570.387 công dân Ba Lan đã là đối tượng của một số hình thức trấn áp chính trị của Liên Xô]
Ngay từ ngày 19 tháng 9, Dân ủy Nội vụ và Dân ủy hạng nhất về An ninh Quốc gia, Lavrentiy Beria, đã ra lệnh cho NKVD thành lập "Cơ quan quản lý tù binh chiến tranh và những người bị giam giữ" để quản lý tù binh Ba Lan. NKVD nhận các tù binh Ba Lan từ Hồng quân, và tiến hành tổ chức một mạng lưới các trung tâm tiếp nhận và chuyển tiếp và thu xếp việc vận chuyển bằng đường sắt tới các trại tù binh chiến tranh ở phía tây Liên bang Xô viết. Các trại lớn nhất nằm tại Kozelsk (Tu viện Optina), Ostashkov (Đảo Stolbnyi trên Hồ Seliger gần Ostashkov) và Starobelsk. Các trại khác nằm ở Jukhnovo (ga "Babynino"), Yuzhe (Talitsy), ga "Tyotkino" 90 kilômét/56 dặm từ Putyvl), Kozelshchyna, Oranki, Vologda (ga "Zaonikeevo") và Gryazovets.
Kozelsk và Starobelsk chủ yếu giam các sĩ quan quân đội, trong khi Ostashkov được dùng chủ yếu cho các hướng đạo sinh Ba Lan, sen đầm, cảnh sát và cai ngục. Một số tù nhân là thành viên của các nhóm trí thức khác của Ba Lan, như tu sỹ, địa chủ và những người làm trong ngành luật. Con số tù nhân xấp xỉ tại các trại như sau: Kozelsk: 5.000; Ostashkov: 6.570; và Starobelsk: 4.000. Tổng số là 15.570 người.
Theo một báo cáo từ ngày 19 tháng 11 năm 1939, NKVD có khoảng 40.000 tù nhân chiến tranh người Ba Lan: khoảng 8.000-8.500 sĩ quan và sĩ quan dự bị, 6.000-6.500 sĩ quan cảnh sát và 25.000 binh sĩ và NCO vẫn đang bị giam giữ như tù binh chiến tranh. Trong tháng 12, một làn sóng bắt giữ khiến một số sĩ quan Ba Lan chưa bị bỏ tù bị giam cầm, Ivan Serov đã báo cáo với Lavrentiy Beria ngày 3 tháng 12 rằng "tổng cộng, 1.057 cựu sĩ quan Quân đội Ba Lan đã bị bắt giữ." 25.000 binh sĩ và sĩ quan không chính quy bị đưa vào các trại cưỡng bức lao động (xây dựng đường, công nghiệp nặng).
Khi đã bị đưa vào các trại, từ tháng 10 năm 1939 đến tháng 2 năm 1940, những người Ba Lan phải qua những cuộc thẩm vấn dài dằng dặc và bị các sĩ quan NKVD như Vasily Zarubin lung lạc chính trị. Các tù nhân cho rằng họ sẽ sớm được thả ra sớm, nhưng những cuộc thẩm tra thực tế là một quá trình lựa chọn để quyết định ai là người sẽ được sống và ai sẽ phải chết. Theo các báo cáo của NKVD, nếu các tù nhân không thể bị thuyết phục chấp nhận có một thái độ ủng hộ Liên Xô, họ bị coi là "những kẻ thù tiềm năng cứng rắn và không thể thỏa hiệp của chính quyền Xô viết."

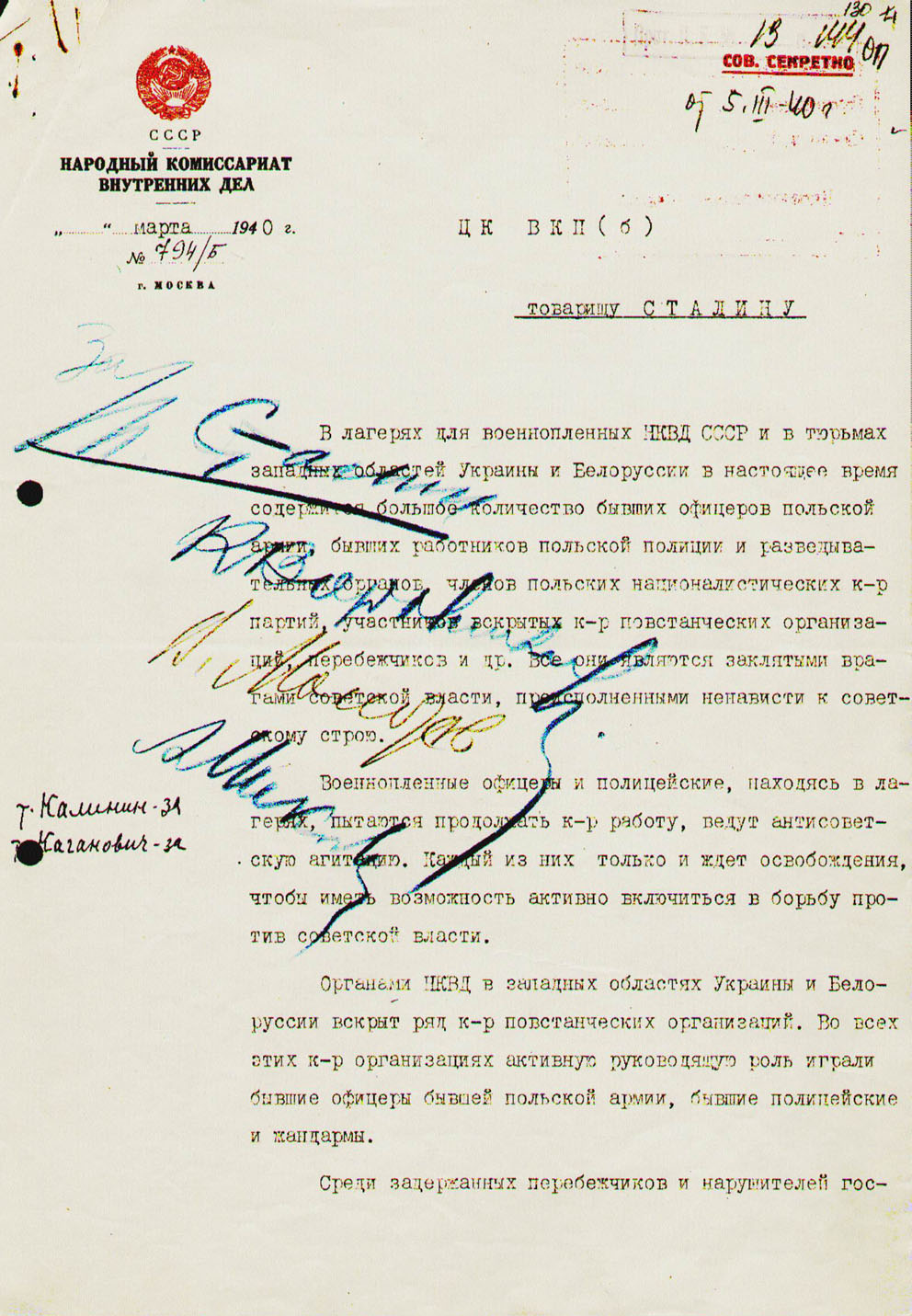
Bức thư của Beria gửi Stalin, đề xuất xử bắn các sĩ quan Ba Lan.

Ngày 5 tháng 3 năm 1940, theo một bức thư gửi Joseph Stalin từ Beria, bốn thành viên của Bộ chính trị - Stalin, Vyacheslav Molotov, Kliment Voroshilov và Anastas Mikoyan – đã ký một sắc lệnh hành quyết 25.700 "người quốc gia và phản cách mạng" Ba Lan đang bị giữ tại các trại và các nhà tù tại vùng phía Tây Ukraina và Belarus đang bị chiếm đóng.[c] Lý do cho cuộc xử bắn hàng loạt, theo nhà sử học Gerhard Weinberg, là Stalin muốn loại bỏ một phần lớn nhân tài của quân đội Ba Lan trong tương lai:
 "Đã có ý kiến cho rằng động cơ của hành động kinh hoàng này [vụ thảm sát Katyn] là để đảm bảo với người Đức về chiến lược chống Ba Lan thực sự của Liên xô. Sự giải thích này hoàn toàn không có cơ sở từ góc nhìn rằng chế độ Liên xô đã cố gắng giữ bí mật vụ xử bắn khỏi chính phủ Đức, đối tượng họ muốn gây tác động.... Một sự giải thích có khả năng hơn khác rằng... [vụ thảm sát] phải được coi như một ý định cho tương lai theo đó sẽ lại có một nước Ba Lan ở biên giới phía tây Liên bang Xô viết. Bởi muốn giữ vùng phía tây đất nước trong mọi tình huống, Stalin có thể chắc chắn rằng một nước Ba Lan được khôi phục sẽ không thể thân thiện. Theo những hoàn cảnh đó, việc loại bỏ đi của Ba Lan một phần lớn lực lượng vũ trang và giới tinh hoa công nghệ sẽ khiến nước này yếu ớt hơn."
Ngoài ra, những người Xô viết nhận ra rằng những tù nhân chiếm một phần lớn trong số những người Ba Lan có trình độ và khuynh hướng không chấp nhận một hành động phân chia Ba Lan lần thứ tư.

## Những vụ xử bắn
Thuật ngữ "thảm sát Katyn " ban đầu chỉ đề cập tới vụ xử bắn hàng loạt tại Rừng Katyn, gần các ngôi làng Katyn và Gnezdovo (xấp xỉ 19 kilômét, 12 dặm phía tây Smolensk, Nga), và nạn nhân là các sĩ quan quân đội Ba Lan tại trại tù binh Kozelsk. Đây là vụ lớn nhất trong số các vụ hành quyết tù binh chiến tranh cùng thời điểm. Các vụ xử bắn khác xảy ra ở khá xa tại các trại Starobelsk và Ostashkov, tại trụ sở NKVD ở Smolensk, và các nhà tù tại Kalinin (Tver), Kharkiv, Moskva và các thành phố Liên Xô khác. Các vụ xử bắn khác diễn ra ở nhiều địa điểm tại Belarus và Tây Ukraina, dựa trên các danh sách đặc biệt về tù binh Ba Lan, do NKVD chuẩn bị đặc biệt cho các vùng đó. Cuộc điều tra thời hiện đại của Ba Lan về những vụ xử bắn không chỉ hướng tới vụ xử bắn tại rừng Katyn, mà cả những vụ xử bắn khác được đề cập ở trên. Các tổ chức của Ba Lan như, Ủy ban Katyn và Liên hiệp các gia đình Katyn, coi những tù binh bị xử bắn tại các địa điểm khác ngoài Katyn cũng là một phần của vụ xử bắn hàng loạt.
Số lượng người bị xử bắn được ước tính khoảng 22.000, với con số người chết thấp nhất được xác nhận là 21.768. Theo các tài liệu của Liên Xô được giải mật năm 1990, 21.857 tù nhân và người bị giam giữ đã bị xử bắn sau ngày 3 tháng 4 năm 1940: 14.552 tù nhân chiến tranh (hầu hết trong số họ thuộc ba trại giam) và 7.305 tù nhân ở những vùng phía tây các Cộng hòa Xã hội Chủ nghĩa Belarus và Ukraina.[b] Trong số họ 4.421 người từ Kozelsk, 3.820 từ Starobelsk, 6.311 từ Ostashkov, và 7.305 từ các nhà tù Belarus và Ukraina.[b] Lãnh đạo phòng tù binh chiến tranh của NKVD, Thiếu tướng P.K. Soprunenko, đã tổ chức "các cuộc lựa chọn" sĩ quan Ba Lan sẽ bị xử bắn tại Katyn và những nơi khác.
Những người chết tại Katyn bao gồm cả một vị đô đốc, hai tướng, 24 đại tá, 79 trung tá, 258 thiếu tá, 654 đại úy, 17 thuyền trưởng hải quân, 3.420 sĩ quan dự bị, bảy giáo sĩ, ba địa chủ, một quý tộc, 43 quan chức, 85 binh nhì, 131 người tị nạn, 20 giáo sư đại học, 300 nhà vật lý; hàng trăm luật sư; kỹ sư và giáo viên; và hơn 100 tác gia và nhà báo cũng như khoảng 200 phi công. Tổng cộng, NKVD đã hành quyết một nửa số sĩ quan của Ba Lan. Tổng thể, trong vụ xử bắn, NKVD đã xử bắn 14 tướng lĩnh Ba Lan: Leon Billewicz (đã nghỉ hưu), Bronisław Bohatyrewicz (đã nghỉ hưu), Xawery Czernicki (đô đốc), Stanisław Haller (đã nghỉ hưu), Aleksander Kowalewski (đã nghỉ hưu), Henryk Minkiewicz (đã nghỉ hưu), Kazimierz Orlik-Łukoski, Konstanty Plisowski (đã nghỉ hưu), Rudolf Prich (bị giết tại Lviv), Franciszek Sikorski (đã nghỉ hưu), Leonard Skierski (đã nghỉ hưu), Piotr Skuratowicz, Mieczysław Smorawiński và Alojzy Wir-Konas (được truy thăng). Không phải tất cả những người bị xử bắn đều mang quốc tịch Ba Lan bởi từ Đệ nhị Cộng hòa Ba Lan đây đã là một quốc gia đa sắc tộc, và các sĩ quan Ba Lan bao gồm cả những người Belarus, Ukraina, và Do Thái. Ước tính 8% nạn nhân vụ xử bắn ở Katyn là người Do Thái Ba Lan. 395 tù nhân được thoát chết, trong số đó có Stanisław Swianiewicz và Józef Czapski. Họ được đưa tới trại Yukhnov và sau đó tới Gryazovets.

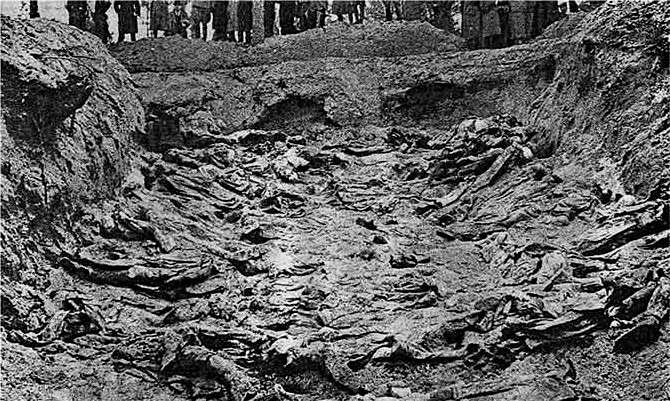
Một hố chôn tập thể tại Katyn

Có tới 99% số tù nhân còn lại sau đó cũng bị xử bắn. Những người ở trại Kozelsk bị xử bắn tại các điểm tập trung ở vùng đồng quê Smolensk, trong rừng Katyn; những người từ trại Starobelsk bị xử bắn trong các trại tù của NKVD ở Kharkiv và các thi thể bị chôn gần Piatykhatky; và các sĩ quan ở trại Ostashkov bị xử bắn trong các nhà tù của NKVD tại Kalinin (Tver) và bị chôn tại Mednoye.
Thông tin chi tiết về các vụ xử bắn tại nhà tù của NKVD tại Kalinin đã được hé lộ trong một phiên tòa xử Dmitrii Tokarev, cựu lãnh đạo Bộ phận của NKVD tại Kalinin. Theo Tokarev, việc xử bắn bắt đầu vào buổi tối và chấm dứt lúc bình minh. Lần chuyển tù đầu tiên ngày 4 tháng 4 năm 1940, với 390 người, và những đội thi hành án đã khá khó khăn trong việc xử bắn nhiều người tới vậy trong một đêm. Chuyến vận chuyển tiếp theo với số tù nhân không hơn 250 người. Các vụ xử bắn thường được tiến hành bằng các khẩu súng lục Walther PPK 7,65 mm của Đức sản xuất do Moskva cung cấp song các khẩu súng lục ổ quay 7.62x38R Nagant M1895 cũng được sử dụng. Những người hành quyết dùng súng Đức thay vì những khẩu súng lục ổ quay tiêu chuẩn của Liên Xô, bởi súng của Liên Xô có độ giật quá lớn, khiến phát bắn trở nên khó khăn sau mười hai viên đầu tiên. Vasili Mikhailovich Blokhin, lãnh đạo hành quyết của NKVD—và có lẽ cũng là người thi hành án xử bắn nhiều nhất trong lịch sử - được cho là đã đích thân xử bắn khoảng 7.000 người bị kết án, một số mới 18 tuổi, từ trại Ostashkov ở nhà tù Kalinin trong giai đoạn 28 ngày trong tháng 4 năm 1940.
Các vụ xử bắn được tiến hành có phương pháp. Sau khi thông tin cá nhân của người bị kết án được kiểm tra, anh ta bị trói tay và dẫn tới một xà lim cách ly với các bao cát dọc theo các bức tường và một nỉ lót, cánh cửa nặng. Nạn nhân phải quỳ giữa phòng, sau đó kẻ hành quyết tiến lại từ phía sau và lập tức bắn vào sau đầu anh ta. Thi thể sau đó được mang qua cánh cửa đối diện và bị bỏ vào năm hay sáu chiếc xe tải đợi sẵn, và người bị hành quyết tiếp sau vào phòng. Ngoài việc cách ly kín phòng hành quyết, tiếng nổ của đạn còn được ngụy trang bằng cách cho hoạt động những loại máy có tiếng ồn lớn (có lẽ là những chiếc quạt) cả đêm. Quy trình này diễn ra hàng đêm, ngoại trừ Ngày Quốc tế Lao động.
Khoảng 3.000 tới 4.000 tù nhân Ba Lan tại các nhà tù Ukraina và những người từ các nhà tù Belarus có lẽ đã bị chôn tại Bykivnia và tại Kurapaty. Porucznik Janina Lewandowska, con gái của tướng Józef Dowbor-Muśnicki, là phụ nữ duy nhất bị hành quyết trong vụ xử bắn tại Katyn.

## Phát hiện

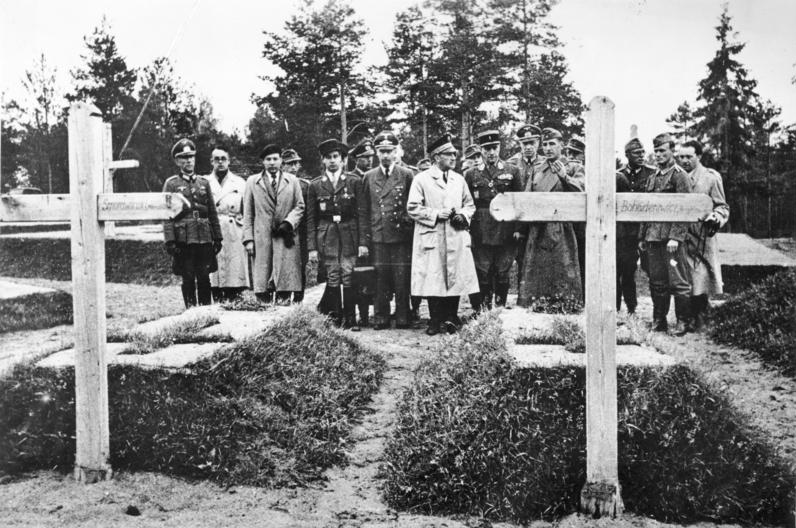
Ngoại trưởng chế độ Vichy Fernand de Brinon và những người khác tại Katyn ở những ngôi mộ của Mieczysław Smorawiński và Bronisław Bohatyrewicz, tháng 4 năm 1943

Số phận của những tù nhân Ba Lan được đề cập tới ngay sau khi phe Trục tấn công Liên xô tháng 6 năm 1941. Chính phủ Ba Lan lưu vong và chính phủ Liên Xô đã ký Thỏa thuận Sikorski-Mayski, thông báo ý định cùng chiến đấu chống lại Phát xít Đức và nhanh chóng thành lập một quân đội Ba Lan trên lãnh thổ Liên Xô. Tướng Ba Lan Władysław Anders đã bắt đầu tổ chức đội quân của mình, và lập tức ông yêu cầu thông tin về các sĩ quan Ba Lan bị mất tích. Trong một cuộc gặp cá nhân, Stalin đã đảm bảo với ông và Władysław Sikorski, Thủ tướng Ba Lan, rằng tất cả tù binh người Ba Lan đã được trả tự do, và rằng không phải tất cả đều có thông tin bởi người Liên Xô "đã mất dấu" họ tại Mãn Châu.
Năm 1942 các công nhân đường sắt Ba Lan nghe từ phía những người dân địa phương về một hố chôn tập thể các binh sĩ Ba Lan tại Kozielsk gần Katyn, và đã tìm thấy một mộ chôn tập thể và thông báo tới Nhà nước Bí mật Ba Lan. Sự phát hiện không được coi là quan trọng, bởi không ai nghĩ ngôi mộ đó lại chứa nhiều nạn nhân đến vậy. Đầu năm 1943, Rudolf Christoph Freiherr von Gersdorff, một sĩ quan Đức là liên lạc tình báo giữa Đội quân Trung tâm và Abwehr của Wehrmacht, nhận được những báo cáo về các hố chôn tập thể các sĩ quan Ba Lan. Những báo cáo đó nói rằng các ngôi mộ nằm trong rừng ở Goat Hill gần Katyn. Ông đã chuyển các báo cáo lên cấp trên (các nguồn nói khác nhau về thời điểm chính xác khi người Đức biết về các ngôi mộ — từ "cuối 1942" tới tháng 1/2 năm 1943, và khi những người đứng đầu nước Đức tại Berlin nhận được những báo cáo đó (ngay từ 1 tháng 3 hay chậm là ngày 4 tháng 4). Joseph Goebbels coi sự phát hiện này là một công cụ tuyệt vời để chia rẽ Ba Lan, Đồng minh phương Tây và Liên bang Xô viết, và tăng cường tuyên truyền về những sự kinh hoàng của chủ nghĩa Bolshevik và sự che giấu của Mỹ và Anh với việc này. Sau khi được chuẩn bị kỹ lưỡng, ngày 13 tháng 4, Đài tiếng nói Berlin phát sóng ra thế giới rằng các lực lượng quân đội Đức ở rừng Katyn gần Smolensk đã phát hiện "một hố đào... 28 mét chiều dài và 16 mét chiều rộng [92 ft nhân 52 ft], trong đó có thi thể 3.000 các sĩ quan Ba Lan được chất thành 12 lớp." Chương trình truyền thông tiếp theo lên án Liên xô chịu trách nhiệm về vụ thảm sát diễn ra năm 1940.

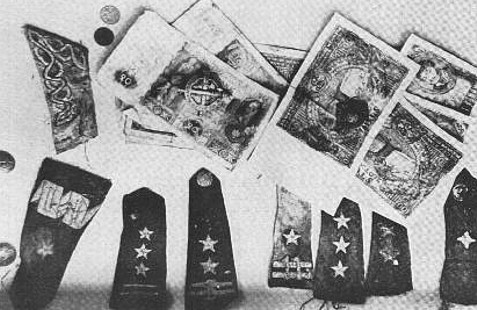
Tiền giấy và cầu vai quân đội Ba Lan thu được từ các mồ chôn tập thể

Người Đức đưa tới một ủy ban của châu Âu gồm 12 chuyên gia pháp lý và các nhân viên của họ từ Bỉ, Bulgaria, Đan Mạch, Phần Lan, Pháp, Ý, Croatia, Hà Lan, România, Thụy Điển, Slovakia, và Hungary. Họ có mục tiêu chứng minh rằng người Liên Xô đứng đằng sau vụ thảm sát và thậm chí họ còn đưa vào cả một số tù binh chiến tranh Đồng Minh, kể cả tác gia Ferdynand Goetel, AK tù nhân Ba Lan từ Pawiak. Sau chiến tranh, Goetel bỏ trốn với một hộ chiếu giả vì có trát bắt ông ta; hai trong số 12 người, Marko Markov người Bulgaria, và Frantisek Hajek người Séc, vì đất nước họ bị Liên Xô chiếm đóng, bị buộc phải rút bằng chứng, bảo vệ người Liên Xô và lên án người Đức. Vụ thảm sát Katyn thực sự mang lại lợi ích cho Phát xít Đức, họ dùng nó để làm mất uy tín Liên Xô. Goebbels viết trong nhật ký của mình ngày 14 tháng 4 năm 1943: "Chúng ta đang sử dụng việc phát hiện ra 12.000 sĩ quan Ba Lan, bị GPU giết hại, để tuyên truyền chống Bolshevik trên diện rộng. Chúng ta đã gửi các nhà báo trung lập và các nhà trí thức người Ba Lan tới nơi những mồ chôn tập thể được tìm thấy. Các báo cáo gửi về cho chúng ta thật khủng khiếp. Quốc trưởng cũng đã cho phép chúng ta đưa ra một chủ đề mạnh mẽ và mới mẻ cho báo chí Đức. Tôi đã ra lệnh sử dụng chúng ở mức cao nhất cho mục đích tuyên truyền. Chúng ta sẽ có thể bám lấy chúng trong vài tuần." Người Đức đã có một thắng lợi tuyên truyền to lớn, phác họa chủ nghĩa cộng sản như một mối hiểm nguy với văn minh phương Tây.
Chính phủ Liên Xô lập tức bác bỏ những cáo buộc của Đức và tuyên bố rằng những tù binh chiến tranh người Ba Lan đã tham gia vào công việc xây dựng ở phía tây Smolensk và sau đó bị các đơn vị xâm lược của Đức bắt giữ và hành quyết vào tháng 8 năm 1941. Người Liên Xô trả lời vào ngày 15 tháng 4 đáp trả chương trình phát thanh đầu tiên của Đức ngày 13 tháng 4, được chuẩn bị bởi Văn phòng Thông tin Liên xô, nói rằng "[...]Các tù nhân chiến tranh người Ba Lan năm 1941 đang tham gia vào công việc xây dựng ở phía Tây Smolensk và [...] rơi vào tay những kẻ sát nhân Phát xít Đức [...]."
Tháng 4 năm 1943 chính phủ Ba Lan lưu vong nhấn mạnh việc đưa vấn đề này ra trước bàn đàm phán với người Liên Xô và về việc mở một cuộc điều tra do Ủy ban Chữ thập đỏ quốc tế tiến hành. Stalin, đổi lại, buộc tội chính phủ Ba Lan hợp tác với Phát xít Đức, hủy bỏ quan hệ ngoại giao với họ, và bắt đầu một chiến dịch để Đồng minh phương Tây công nhận chính phủ Ba Lan ủng hộ Liên xô ở Moskva dưới sự lãnh đạo của Wanda Wasilewska. Sikorski chết trong một vụ đâm máy bay vào tháng 7—một sự kiện khiến các lãnh tụ Đồng minh cảm thấy dễ chịu.

### Các hành động của Liên xô
Trong khó đó, vào tháng 9 năm 1943, khi Goebbels được thông tin rằng quân đội Đức đang phải rút khỏi khu vực Katyn, ông đã viết một dự báo trong nhật ký của mình. Đoạn nhật ký viết ngày 29 tháng 9 năm 1943 viết: "Không may thay là chúng ta phải rời bỏ Katyn. Những người Bolshevik chắc chắn sẽ nhanh chóng 'tìm ra' rằng chúng ta đã bắn 12.000 sĩ quan Ba Lan. Việc này sẽ gây ra chút ít khó khăn cho chúng ta trong tương lai. Người Xô viết chắc chắn sẽ tuyên bố việc mình tìm thấy càng nhiều hố chôn càng tốt và sau đó buộc tội chúng ta."
Việc chiếm lại vùng Katyn diễn ra hầu như ngay sau khi Hồng quân tái chiếm Smolensk, khoảng tháng 9/10 năm 1943, các lực lượng NKVD bắt đầu một chiến dịch che giấu. Một nghĩa trang mà người Đức đã cho phép Chữ thập Đỏ Ba Lan xây dựng bị phá hủy và các bằng chứng khác bị xóa bỏ. Các nhân chứng "được phỏng vấn", và bị đe dọa sẽ bị bắt với tư cách là những kẻ cộng tác với Đức nếu lời chứng của họ không giống với sự tuyên truyền chính thức. Bởi không một tài liệu nào được tìm thấy trên xác những người chết muộn hơn tháng 4 năm 1940, cảnh sát mật Liên Xô đã đưa những bằng chứng giả đẩy thời điểm diễn ra vụ xử bắn thành mùa hè năm 1941 khi Phát xít Đức kiểm soát vùng này. Một báo cáo ban đầu do mật vụ NKVD Vsevolod Merkulov và Sergei Kruglov, ngày 10–11 tháng 1 năm 1944, kết luận rằng các sĩ quan Ba Lan đã bị người Đức bắn.
Tháng 1 năm 1944, Liên Xô gửi một ủy ban khác, Ủy ban Đặc biệt để Xác định và Điều tra vụ bắn giết các tù binh Ba Lan của quân Phát xít Đức xâm lược tại rừng Katyn (tiếng Nga: Специальная Комиссия по установлению и расследованию обстоятельств расстрела немецко-фашистскими захватчиками в Катынском лесу военнопленных польских офицеров, Spetsial'naya Kommissiya po ustanovleniyu i rassledovaniyu obstoyatel'stv rasstrela nemetsko-fashistskimi zakhvatchikami v Katynskom lesu voyennoplennyh polskih ofitserov) tới khu vực; cái tên của ủy ban đã ẩn chứa một kết luận được đưa ra từ trước. Ủy ban nằm dưới sự dẫn đầu của Nikolai Burdenko, Chủ tịch Viện hàn lâm Khoa học Y khoa Liên Xô (vì thế nó thường được gọi là "Ủy ban Burdenko "), người được Moskva chỉ định, tới điều tra vụ việc. Các thành viên của ủy ban gồm những nhân vật nổi bật người Liên Xô như tác gia Alexei Tolstoy, nhưng không có người ngoại quốc nào được tham gia ủy ban. Ủy ban Burdenko khai quật các tử thi, bác bỏ những phát hiện của người Đức vào năm 1943 cho rằng những người Ba Lan đã bị người Liên Xô giết hại, quy trách nhiệm cho người Đức và kết luận rằng tất cả những vụ xử bắn đều do các lực lượng chiếm đóng của Đức thực hiện vào mùa thu năm 1941. Dù thiếu bằng chứng, ủy ban cũng cáo buộc người Đức đã bắn giết các tù binh chiến tranh Nga được dùng để đào các hố chôn. Không rõ bao nhiêu thành viên của ủy ban bị lừa bịp bởi những báo cáo và bằng chứng giả, và bao nhiêu người nghi ngờ sự thực; Cienciala và Materski ghi chú rằng ủy ban không có lựa chọn nào khác ngoài việc đưa ra những bằng chứng phù hợp với báo cáo của Merkulov-Kruglov, và rằng chính Burdenko đã biết được về sự che giấu sự thực. Ông được cho là đã thừa nhận điều đó với người thân và bạn bè một thời gian ngắn trước khi chết. Các kết luận của ủy ban Burdenko thường được các nguồn tin Liên xô viện dẫn cho tới khi có sự thừa nhận chính thức về tội ác của chính phủ Xô viết ngày 13 tháng 4 năm 1990.
Tháng 1 năm 1944, Liên xô cũng đã mời một nhóm hơn 12 nhà báo chủ yếu từ Anh và Mỹ, cùng với Kathleen Harriman, con gái của Đại sứ mới của Mỹ W. Averell Harriman), và John Melby thư ký thứ ba của Đại sứ quán Mỹ tại Moskva tới Katyn. Melby và Harriman được mời vào là động thái mà một số người ở thời điểm ấy coi là nỗ lực của Liên xô nhằm mang lại một số trọng lượng cho sự tuyên truyền của họ. Báo cáo của Melby chỉ ra những thiếu sót trong dẫn chứng của Liên Xô; những lời chứng có hệ thống; những nỗ lực để phỏng vấn người làm chứng bị ngăn cản; những tuyên bố của người làm chứng rõ ràng đưa ra một bản khai gần như thuộc lòng, và rằng "vụ việc đã được dựng ra để lợi dụng các phóng viên". Tuy nhiên Melby, ở thời điểm ấy, cảm thấy rằng người Nga cũng có một số sức thuyết phục. Báo cáo của Harriman có cùng kết luận và cả hai người sau chiến tranh đã bị yêu cầu giải thích tại sao những kết luận của họ không tương thích với những bằng chứng họ tìm thấy và sự nghi ngờ rằng họ đã báo cáo những gì mà Bộ ngoại giao muốn nghe. Các nhà báo ít ấn tượng hơn, và không hoàn toàn bị ảnh hưởng bởi màn kịch do người Liên Xô dựng lên.

### Phản ứng của phương Tây

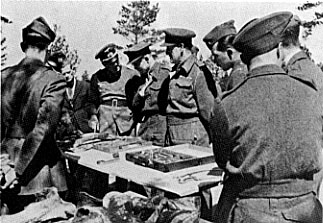
Các sĩ quan người Anh, Canada, và Mỹ (tù binh chiến tranh) được người Đức đưa tới xem các hố khai quật

Cuộc khủng hoảng Ba Lan-Xô viết ngày càng gia tăng đe dọa tới các quan hệ Phương Tây-Liên Xô ở thời điểm khi tầm quan trọng của người Ba Lan với Đồng minh bắt đầu giảm bớt, dẫu cho nó đã khá lớn trong những năm đầu tiên của cuộc chiến, lý do là vì sự tham dự vào cuộc xung đột của hai cường quốc quân sự và chính trị là Liên bang Xô viết và Hoa Kỳ. Phản ứng trước vụ việc, cả Thủ tướng Anh Winston Churchill và Tổng thống Hoa Kỳ Franklin D. Roosevelt đều dần xa rời những cam kết của mình với đồng minh Ba Lan và những yêu cầu của Stalin và các nhà ngoại giao Liên xô.
Một cách cá nhân, Churchill đồng ý rằng vụ việc dường như do người Liên Xô thực hiện. Theo Edward Raczyński, vào ngày 15 tháng 4 năm 1943 trong một cuộc trò chuyện với Tướng Sikorski, Churchill đã nói: "Than ôi, những phát hiện của người Đức có lẽ là sự thật. Những người Bolshevik quả rất man rợ." Tuy nhiên, cùng thời điểm ngày 24 tháng 4 năm 1943 Churchill đảm bảo với người Liên Xô rằng: "Chúng tôi chắc chắn sẽ phản đối mạnh mẽ bất kỳ cuộc ‘điều tra’ nào của Chữ thập Đỏ Quốc tế hay bất kỳ tổ chức nào khác tại bất kỳ lãnh thổ nào dưới quyền kiểm soát của Đức. Một cuộc điều tra như vậy sẽ là một sai lầm và những kết luận của nó chỉ có được nhờ hành động khủng bố." Các tài liệu giải mật hay không chính thức của Anh kết luận rằng tội ác của Liên Xô là "hầu như chắc chắn", nhưng sự liên minh với người Liên Xô được cho là có tầm quan trọng hơn các vấn đề đạo đức; vì thế trên chính thức họ vẫn ủng hộ Liên Xô, tới mức kiểm duyệt bất kỳ nguồn thông tin trái ngược nào. Churchill đã yêu cầu Owen O'Malley điều tra vấn đề, nhưng trong một bức thư gửi Ngoại trưởng ông đã viết: "Tất cả những thứ này chỉ đơn giản là để xác định các sự thực, bởi không một ai trong chúng ta nên nói một lời nào về vấn đề này.". O'Malley đã chỉ ra nhiều mâu thuẫn và những điều phi lý trong các lý lẽ của Liên Xô. Sau này, Churchill đã gửi một bản sao của báo cáo tới Roosevelt ngày 13 tháng 8 năm 1943. Bản báo cáo bác bỏ tường thuật của phía Liên Xô về vụ xử bắn và ám chỉ tới những hậu quả chính trị bên trong một khuôn khổ đạo đức nhưng ghi nhận rằng không có một khả năng nào khác thay thế cho chính sách hiện tại. Không có bình luận nào của Roosevelt về bản báo cáo của O'Malley được ghi nhận. Quan điểm của chính Churchill thời hậu chiến về vụ việc Katyn không đưa lại thêm nhiều thông tin. Trong hồi ký của mình, ông có đề cập tới cuộc điều tra năm 1944 của Liên Xô với kết luận đổ tội cho người Đức và thêm, "lòng tin có lẽ là một hành động của đức tin."
Đầu năm 1944, một điệp viên của Anh đồng thời là tình báo của Ba Lan là Ron Jeffery đã trốn khỏi Abwehr và đi tới Luân Đôn với một báo cáo từ Ba Lan gửi chính phủ Anh. Những nỗ lực của ông ban đầu được người Anh đánh giá cao nhưng sau đó lại bị bỏ lơ, với hình ảnh một Jeffery bị cho có liên quan tới sự phản bội của Kim Philby và các điệp viên cộng sản cao cấp khác trong chính quyền Anh. Jeffery đã cố thông tin cho chính phủ Anh về vụ xử bắn Katyn nhưng cuối cùng lại bị thải hồi khỏi quân đội.
Tại Hoa Kỳ cũng có tình trạng tương tự, không kể hai báo cáo tình báo chính thức về vụ xử bắn Katyn trái ngược với quan điểm chính thức. Năm 1944, Roosevelt đã cử các phái viên đặc biệt của mình tới Balkan, Thiếu tá hải quân George Earle, để thực hiện một báo cáo về vụ Katyn. Earle kết luận rằng vụ xử bắn hàng loạt do người Liên Xô tiến hành. Sau khi đã tham vấn với Elmer Davis, giám đốc Phòng Thông tin Chiến tranh, Roosevelt bác bỏ kết luận (chính thức), tuyên bố rằng ông tin người Đức chịu trách nhiệm, và ra lệnh che giấu báo cáo của Earle. Khi Earle chính thức yêu cầu cho phép xuất bản những phát hiện của mình, Tổng thống đã ra một sắc lệnh bằng văn bản ngăn cấm việc này. Earle được bố trí công việc khác và trải qua thời gian còn lại của cuộc chiến tại Samoa thuộc Mỹ.
Một bản báo cáo nữa năm 1945, ủng hộ cùng kết luận, được đưa ra và bị ngăn cản. Năm 1943, hai tù binh chiến tranh Hoa Kỳ – Trung tá Donald B. Stewart và Đại tá John H. Van Vliet – đã được người Đức đưa tới Katyn trong một cuộc hội thảo thông tin quốc tế. Sau này, vào năm 1945, Van Vliet đã đệ trình một báo cáo kết luận rằng người Liên Xô chịu trách nhiệm về vụ xử bắn. Thượng cấp của ông, Thiếu tướng Clayton Bissell, trợ lý của Tướng George Marshall lãnh đạo Ban tham mưu tình báo, đã tiêu hủy bản báo cáo. Trong cuộc điều tra năm 1951–1952 của Nghị viện về vụ Katyn, Bissel đã bảo vệ hành động của mình trước Quốc hội, cho rằng việc gây ra sự thù địch từ một đồng minh (Liên Xô) không mang lại lợi ích cho nước Mỹ, và Mỹ vẫn cần sự hỗ trợ của Liên Xô để chống lại Nhật Bản.

## Tại các phiên tòa Nürnberg
Từ ngày 28 tháng 12 năm 1945 đến ngày 4 tháng 1 năm 1946, bảy người làm việc cho Wehrmacht Đức bị một tòa án quân sự Liên Xô tại Leningrad đưa ra xét xử. Một người trong số đó, Arno Diere, bị buộc tội tham gia vào việc đào các hố chôn tập thể tại Katyn trong các vụ xử bắn. Diere, người bị buộc tội dùng súng máy xử bắn tại các làng Liên xô, thú nhận tham gia vào việc chôn cất (dù không phải tham gia vào việc hành quyết) 15-20 nghìn tù binh chiến tranh Ba Lan tại Katyn. Vì việc này anh ta thoát chết và bị kết án 15 năm lao động khổ sai. Lời khai của anh ta đầy những điều vô lý, và vì thế anh ta đã không được sử dụng như một nhân chứng cho bên nguyên trong Tòa án Nürnberg. Trong một bức thư ngày 29 tháng 11 năm 1954 anh ta đã rút lời thú tội, tuyên bố rằng mình đã bị những người điều tra buộc phải thú nhận.
Tại hội nghị Luân Đôn để lập ra các bản cáo trạng cho các tội ác chiến tranh của Đức trước các phiên tòa Nuremberg, những nhà đàm phán Liên xô đã đưa ra cáo buộc, "Vào tháng 9 năm 1941, 925 sĩ quan Ba Lan đang là tù binh chiến tranh đã bị xử bắn tại Rừng Katyn gần Smolensk." Những nhà đàm phán Hoa Kỳ đồng ký đưa vào cáo buộc này, nhưng "cảm thấy bối rối" với việc đó (lưu ý rằng cáo buộc đã được tranh luận rất nhiều trên báo chí) và kết luận rằng người Liên xô có trách nhiệm phải chứng minh điều đó. Tại các cuộc xét xử năm 1946, Tướng Liên Xô Roman Rudenko, nêu ra cáo trạng, nói rằng "một trong những hành động tội ác quan trọng nhất mà các tội phạm chiến tranh chủ chốt phải chịu trách nhiệm là việc xử bắn hàng loạt các tù binh chiến tranh Ba Lan trong rừng Katyn gần Smolensk của những kẻ xâm lược Phát xít Đức," nhưng không thể hoàn thành việc tố tụng và các thẩm phán Hoa Kỳ và Anh đã loại bỏ các cáo buộc. Phiên tòa không có mục đích quyết định liệu nước Đức hay Liên bang Xô viết phải chịu trách nhiệm về tội ác, mà để buộc tội cho ít nhất một trong những bị đơn, là điều mà tòa không thể làm.

## Các quan điểm thời Chiến tranh Lạnh
Năm 1951 và 1952, với bối cảnh là cuộc Chiến tranh Triều Tiên, một ủy ban điều tra của Quốc hội Hoa Kỳ do nghị sĩ Ray J. Madden làm chủ tịch được gọi là Ủy ban đã điều tra vụ xử bắn Katyn. Ủy ban kết luận những người Ba Lan đã bị Liên Xô xử bắn và đề xuất rằng nên đưa những người Liên Xô có trách nhiệm ra trước Tòa án Công lý Quốc tế. Tuy nhiên, câu hỏi về trách nhiệm vẫn còn gây tranh cãi ở phương Tây cũng như phía sau Bức màn sắt. Một kế hoạch xây dựng đài tưởng niệm ghi năm 1940 (thay vì 1941) của Anh đã bị lên án là khiêu khích trong bối cảnh chính trị của cuộc Chiến tranh Lạnh. Cũng có ý kiến cho rằng sự lựa chọn vị trí đài tưởng niệm chiến tranh năm 1969 tại nước Cộng hòa Xã hội chủ nghĩa Xô viết Belorussia tại ngôi làng cũ của Belarusia mang tên Khatyn, một địa điểm của vụ thảm sát của Phát xít Đức năm 1943 đã được đưa ra để gây sự nhầm lẫn với Katyn. Hai cái tên gần tương tự trong nhiều ngôn ngữ, và thường bị nhầm lẫn.
Tại Ba Lan, chính quyền thân Liên Xô đã che giấu vụ việc theo tuyên truyền chính thức của Liên Xô, cố ý kiểm duyệt bất kỳ nguồn tin nào có thể cung cấp thông tin về tội ác. Katyn là một chủ đề cấm kỵ ở nước Ba Lan thời hậu chiến. Kiểm duyệt tại Cộng hòa Ba Lan được thực hiện ở diện rộng và Katyn đã được đề cập tới một cách đặc biệt trong "Sách Đen kiểm duyệt" được chính quyền sử dụng để kiểm soát truyền thông và giới hàn lâm. Không chỉ chính phủ kiểm duyệt toàn bộ những sự đề cập tới nó, mà ngay cả việc nhắc tới sự tàn bạo cũng là một sự nguy hiểm. Vào cuối thập niên 1970, các nhóm dân chủ như Ủy ban Bảo vệ Công nhân và Uniwersytet Latający do không tuân thủ sự kiểm duyệt và bàn luận về cuộc xử bắn, đã phải đối mặt với sự đánh đập, bắt giữ, giam cầm, và khai trừ. Năm 1981, Công đoàn Đoàn kết Ba Lan đã dựng một đài tưởng niệm với dòng chữ đơn giản "Katyn, 1940". Nó đã bị cảnh sát tịch thu và thay thế bằng một đài tưởng niệm chính thức với dòng chữ: "Cho những binh sĩ Ba Lan – nạn nhân của chủ nghĩa phát xít Hitler – yên nghỉ trên mảnh đất Katyn". Tuy nhiên, hàng năm vào Lễ các linh hồn, những thánh giá tưởng niệm tương tự được dựng lên tại nghĩa trang Powązki và nhiều nơi khác ở Ba Lan, và lại bị cảnh sát giải tán. Katyn vẫn là một điều cấm kỵ chính trị tại nước Ba Lan cộng sản cho tới khi chủ nghĩa cộng sản sụp đổ năm 1989.
Tại Liên bang Xô viết trong thập niên 1950, lãnh đạo KGB, Aleksandr Shelepin đã đề xuất tiến hành việc tiêu hủy nhiều tài liệu liên quan tới vụ xử bắn Katyn nhằm giảm nguy cơ sự thực bị phơi bày. 
Bức thư ngày 3 tháng 3 năm 1959 của ông gửi Nikita Khrushchev, với thông tin về vụ hành quyết 21.857 người Ba Lan cùng đề xuất tiêu hủy các hồ sơ cá nhân của họ, trở thành một trong những tài liệu được lưu giữ và cuối cùng được công khai.[b]

## Những tiết lộ của Liên Xô
Từ cuối những năm 1980 về sau đã có sự gia tăng áp lực với cả chính phủ Ba Lan và Liên Xô yêu cầu giải mật các thông tin liên quan tới vụ xử bắn. Viện hàn lâm Ba Lan đã tìm cách đưa vụ Katyn vào trong lịch làm việc của ủy ban hỗn hợp Ba Lan-Liên Xô năm 1987 để điều tra những khoảng thời gian bị kiểm duyệt trong lịch sử Ba Lan-Liên Xô. Năm 1989 các học giả Liên Xô đã tiết lộ rằng quả thực Joseph Stalin đã ra lệnh tiến hành vụ xử bắn, và vào năm 1990 Mikhail Gorbachev thừa nhận rằng NKVD đã hành quyết những người Ba Lan và xác nhận hai địa điểm chôn cất tương tự khác ở địa điểm gần Katyn: Mednoye và Piatykhatky.

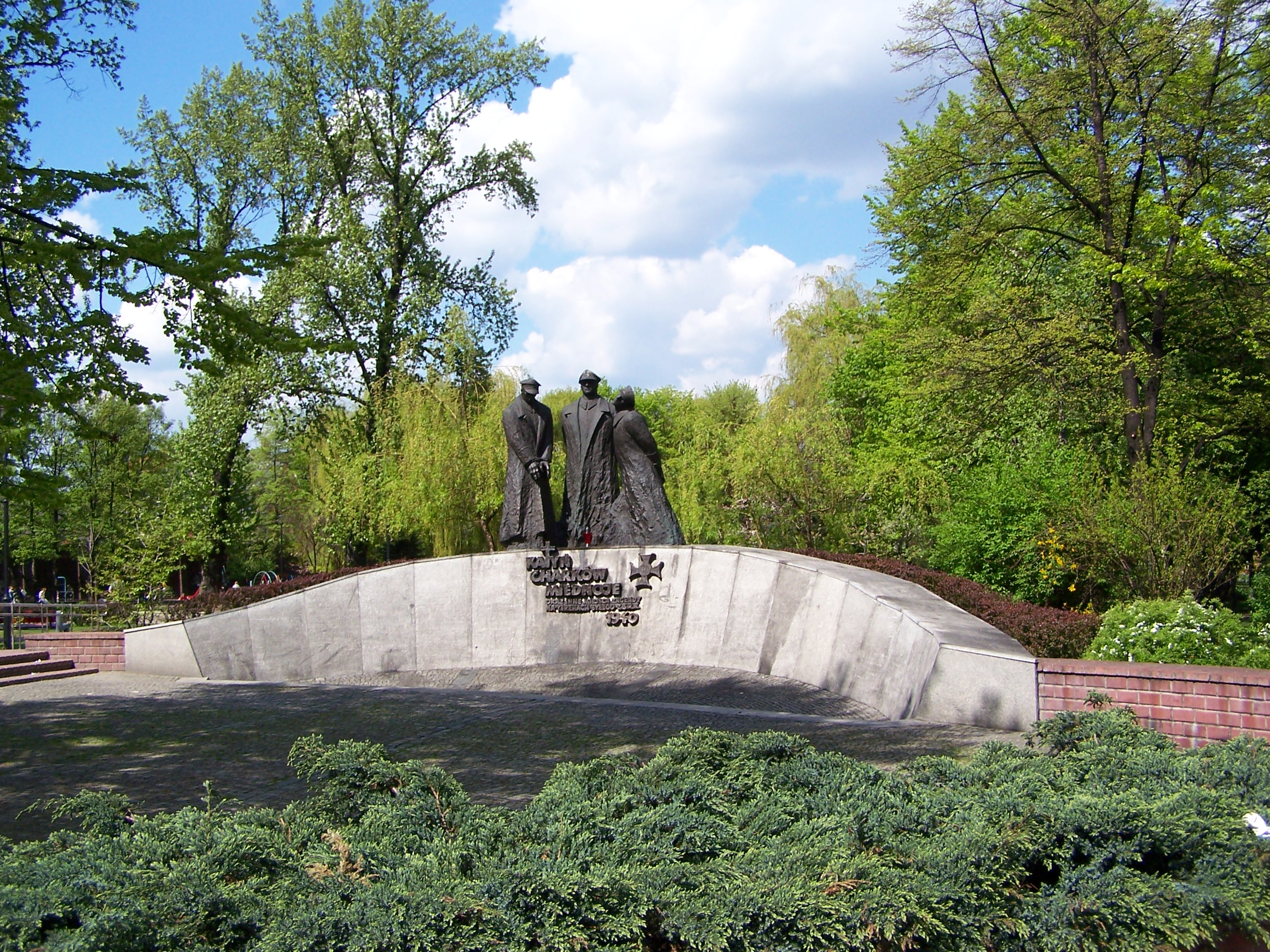
Đài tưởng niệm tại Katowice, Ba Lan, tưởng nhớ "Katyn, Kharkіv, Miednoye và các địa điểm xử bắn khác ở Liên bang Xô viết cũ năm 1940"

Ngày 30 tháng 10 năm 1989 Gorbachev đã cho phép một phái đoàn gồm hàng trăm người Ba Lan, được tổ chức bởi hội Các gia đình nạn nhân Katyń, tới thăm đài tưởng niệm Katyn. Nhóm này bao gồm cả cựu Cố vấn an ninh quốc gia Mỹ Zbigniew Brzezinski. Một buổi lễ đã được tổ chức và các biểu ngữ có tên Công đoàn Đoàn kết được dựng lên. Một người tham gia đã dán chữ "NKVD" trên đài tưởng niệm, che đi từ "Phát xít" trong đoạn văn thành "Để tưởng niệm những sĩ quan Ba Lan bị NKVD giết hại năm 1941." Nhiều vị khách đã trèo qua hàng rào của KGB và để những cây nến cháy sáng trên mặt đất. Brzezinski bình luận rằng:
Không phải một nỗi đau cá nhân đã đưa tôi tới đây, bởi đây là trường hợp của hầu hết mọi người có mặt, mà là sự công nhận sự thực mang tính biểu tượng của Katyń. Những người Nga và người Ba Lan, bị tra tấn đến chết, đã yên nghỉ ở đây cùng nhau. Có lẽ điều rất quan trọng với tôi là sự thực phải được nói ra về điều đã diễn ra, bởi chỉ với sự thực giới lãnh đạo mới của Liên Xô mới có thể tách mình khỏi những tội ác của Stalin và NKVD. Chỉ sự thực mới có thể là nền tảng của một tình hữu nghị thực sự giữa người dân Liên Xô và Ba Lan. Sự thực sẽ tự tạo con đường cho riêng nó. Tôi tin vào điều này bởi sự thực rằng tôi đã có thể đến đây.
Brzezinski còn nói thêm:
Sự thực rằng chính phủ Liên Xô đã cho phép tôi có mặt ở đây – và người Liên Xô biết quan điểm của tôi – là biểu tượng của sự chia tách với chủ nghĩa Stalin mà Cải tổ đại diện.
Những lời nói của ông được đưa tin liên tục trên vô tuyến truyền hình Liên xô. Tại buổi lễ ông đã đặt một bó hồng đỏ với dòng chữ viết tay bằng cả tiếng Ba Lan và tiếng Anh: "Cho các nạn nhân của Stalin và NKVD. Zbigniew Brzezinski."
Ngày 13 tháng 4 năm 1990, kỷ niệm lần thứ 47 việc khám phá những hố chôn tập thể, Liên bang Xô viết chính thức bày tỏ sự "hối tiếc sâu sắc" và thừa nhận trách nhiệm của mật vụ Liên xô.[a] Ngày này được tuyên bố là Ngày Tưởng niệm Katyn trên toàn thế giới (tiếng Ba Lan: Światowy Dzień Pamięci Ofiar Katynia).
Một cuộc điều tra do Văn phòng Trưởng Công tố Liên Xô (1990–1991) và Liên bang Nga (1991–2004) tiến hành, đã xác nhận trách nhiệm của Liên Xô với các vụ xử bắn. Cuộc điều tra đã xác nhận cái chết của 1.803 công dân Ba Lan nhưng từ chối coi hành động này là một tội ác chiến tranh. Cuộc điều tra bị đóng lại, với lý do là những nhân vật thực hiện vụ xử bắn hàng loạt đã chết, và bởi chính phủ Nga không coi những người chết là nạn nhân của cuộc đàn áp của Stalin, việc chính thức khôi phục cho các nạn nhân đã bị loại bỏ. Tổ chức nhân quyền Memorial đã ra một tuyên bố nói rằng "sự chấm dứt điều tra này là không thể chấp nhận" và việc họ chỉ xác nhận 1.803 người bị xử bắn "đòi hỏi sự giải thích bởi mọi người đều thừa nhận rằng có hơn 14.500 người đã bị xử bắn." Tháng 11 năm 2010, Duma Quốc gia Nga đã thông qua một tuyên bố lên án I. V. Stalin và các quan chức Liên Xô khác vì đã ký lệnh thực hiện vụ xử bắn hàng loạt.

## Những diễn biến thời hậu Liên Xô
Nga và Ba Lan tiếp tục chia rẽ về cách miêu tả pháp lý cho vụ xử bắn Katyn. Người Ba Lan coi đó là một vụ diệt chủng và yêu cầu những cuộc điều tra thêm nữa, cũng như việc giải mật hoàn toàn các tài liệu thời Xô viết.
Sau khi người Ba Lan và người Mỹ khám phá thêm bằng chứng năm 1991 và 1992, Tổng thống Nga Boris Yeltsin đã giải mật các tài liệu tối mật thuộc "Gói №1." Và chuyển chúng tới Tổng thống mới của Ba Lan Lech Wałęsa, Trong số các tài liệu có một bản đề xuất của Lavrenty Beria, ngày 5 tháng 3 năm 1940, để hành quyết 25.700 người Ba Lan từ các trại Kozelsk, Ostashkov và Starobels, và từ một số nhà tù ở Tây Ukraina và Belarus, được Stalin (cùng những người khác) ký.[d] Tài liệu khác được chuyển cho người Ba Lan là bức thư ngày 3 tháng 3 năm 1959 của Aleksandr Shelepin gửi Nikita Khrushchev, với thông tin về vụ hành quyết 21.857 người Ba Lan, cũng như một đề xuất tiêu hủy các hồ sơ cá nhân của họ để giảm nguy cơ các tài liệu về vụ xử bắn bị phát hiện sau này.[b] Những phát hiện cũng được công bố trên báo chí Nga, nơi chúng được thể hiện như một trong những chủ đề của cuộc cạnh trạnh quyền lực đang diễn ra giữa Yeltsin và Gorbachev.

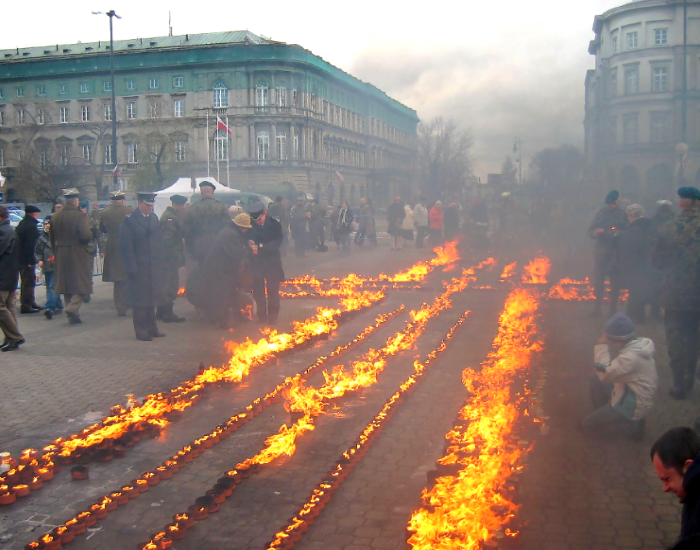
Lễ thăng cấp quân đội cho các nạn nhân vụ xử tử ở Katyn, Quảng trường Piłsudski, Warszawa, 10 tháng 11 năm 2007.

Năm 1991, Trưởng Công tố Quân đội Liên bang Xô viết bắt đầu tố tụng chống lại P.K. Soprunenko vì vai trò của ông trong vụ xử bắn Katyn, nhưng cuối cùng đã hủy bỏ truy tố vì Soprunenko đã 83 tuổi, hầu như mù, và vừa hồi phục sau một cuộc phẫu thuật ung thư. Trong khi hỏi cung, Soprunenko đã bảo vệ mình bằng cách bác bỏ chữ ký của mình. Tháng 6 năm 1998, Yeltsin và Aleksander Kwaśniewski đồng ý xây dựng một khu phức hợp tưởng niệm tại Katyn và Mednoye, hai địa điểm hành quyết của NKVD trên lãnh thổ Nga. Tuy nhiên, vào tháng 9 năm ấy Nga cũng nêu ra vấn đề các tù binh chiến tranh Nga chết tại các trại tù binh Nga và người Nga bị giam giữ tại Ba Lan (1919–1924). Khoảng 16.000 tới 20.000 tù binh chiến tranh đã chết tại các trại đó vì các bệnh lây truyền. Một số quan chức Nga cho rằng ‘so với vụ Katyn đó cũng là một cuộc diệt chủng'. Một tuyên bố tương tự được đưa ra năm 1994; những nỗ lực như vậy bị một số người, đặc biệt tại Ba Lan coi là một nỗ lực mang ý nghĩa khiêu khích của Nga để tạo ra một vụ 'phản Katyn' và một sự 'cân bằng phương trình lịch sử'.
Trong chuyến thăm của Kwaśniewski tới Nga vào tháng 9 năm 2004, các quan chức Nga thông báo rằng họ muốn chuyển tất cả thông tin về vụ xử tử ở Katyn cho chính quyền Ba Lan ngay khi chúng được giải mật. Tháng 3 năm 2005 Văn phòng Trưởng Công tố Liên bang Nga kết luận một vụ điều tra đã kéo dài một thập kỷ về vụ xử bắn. Trưởng Công tố Quân đội Alexander Savenkov thông báo rằng cuộc điều tra đã có thể kết luận cái chết của 1.803 người trong số 14.542 công dân Ba Lan bị xem là đã bị kết án tử hình ở ba trại giam của Liên Xô. Ông không đề cập tới số phận của 7.000 nạn nhân, những người không ở trong các trại giam giữ tù binh chiến tranh, mà trong các nhà tù. Savenkov đã tuyên bố rằng vụ xử bắn không phải là một sự diệt chủng, rằng các quan chức Liên xô bị kết án có tội trong vụ việc đã chết và rằng, vì thế "hoàn toàn không có cơ sở để đàm phán về nó theo các thuật ngữ pháp lý ". 116 trong số 183 tập hồ sơ được thu thập trong cuộc điều tra của Nga, bị tuyên bố có chứa các bí mật quốc gia và bị giữ kín.
Ngày 22 tháng 3 năm 2005 Sejm (Hạ viện) Ba Lan nhất trí thông qua một đạo luật yêu cầu giải mật các tài liệu của Nga. Sejm cũng yêu cầu Nga xem vụ xử bắn hàng loạt ở Katyn là một tội ác diệt chủng. Nghị quyết nhấn mạnh chính quyền Nga "tìm cách gỡ bỏ gánh nặng của tội ác bằng cách từ chối thừa nhận nó là một sự diệt chủng và không cho tiếp cận các hồ sơ điều tra về vụ việc, khiến khó xác định toàn bộ sự thật về vụ giết hại và những kẻ gây ra nó." Năm 2008, Bộ trưởng Ngoại giao Ba Lan yêu cầu Nga về cái gọi là hình ảnh về nhữung vụ xử bắn được NKVD quay lại trong các vụ thi hành án. Các quan chức Ba Lan tin rằng những thước phim tài liệu này cũng như các tài liệu khác thể hiện sự hợp tác giữa Liên xô và Đức trong các chiến dịch, là lý do để Nga quyết định bảo mật hầu hết tài liệu về vụ xử bắn. Tháng 6 năm 2008, các tòa án Nga đã đồng ý nghe xét xử một vụ về việc giải mật các tài liệu về vụ Katyn và việc phục hồi pháp lý cho các nạn nhân. Trong một cuộc trả lời phỏng vấn với một tờ báo Ba Lan, Vladimir Putin đã gọi Katyn là một "tội ác chính trị."
Ngày 4 tháng 2 năm 2010 Thủ tướng Nga, Vladimir Putin, đã mời người đồng cấp Ba Lan, Donald Tusk, tham giữ một cuộc tưởng niệm Katyn vào tháng 4. Chuyến viếng thăm diễn ra ngày 7 tháng 4 năm 2010, khi Tusk và Putin cùng kỷ niệm lần thứ 70 ngày diễn ra vụ thảm sát. Trước chuyến thăm, bộ phim Katyń năm 2007 lần đầu tiên được chiếu trên truyền hình Nga. Tờ The Moscow Times bình luận rằng việc bộ phim lần đầu được chiếu ở Nga dường như là kết quả của một sự can thiệp của Putin.
Ngày 10 tháng 4 năm 2010, chiếc máy bay chở Tổng thống Ba Lan Lech Kaczyński cùng phu nhân và 87 chính trị gia và các sĩ quan cao cấp khác đâm xuống đất tại Smolensk, làm thiệt mạng toàn bộ 96 người trên máy bay. Các hành khách đang trên đường tới dự một lễ tưởng niệm 70 năm vụ xử bắn ở Katyn. Đất nước Ba Lan choáng váng; Thủ tướng Donald Tusk, người không ở trên máy bay, gọi đây là "sự kiện bi thảm nhất của Ba Lan từ cuộc chiến tranh." Sau đó, một số giả thuyết âm mưu bắt đầu lan truyền. Thảm họa cũng gây tiếng vang lớn trên thế giới và đặc biệt là trên báo chí Nga, dẫn tới việc chiếu lại Katyń trên truyền hình Nga. Tổng thống Ba Lan, Lech Kaczyński dự định có bài diễn văn tại các buổi lễ tưởng niệm chính thức. Bài diễn văn để vinh danh cách nạn nhân, nêu lên tầm quan trọng của các vụ xử bắn trong bối cảnh lịch sử chính trị cộng sản thời hậu chiến, cũng như nhấn mạnh trên nhu cầu giúp hòa giải quan hệ Ba Lan-Nga. Dù bài diễn văn không bao giờ được đọc, nó đã được xuất bản với một bài tường thuật trong phiên bản gốc tiếng Ba Lan  và một bản dịch bằng tiếng Anh.
Ngày 21 tháng 4 năm 2010, có thông báo rằng Tòa án Tối cao Nga đã ra lệnh cho Tòa án Thành phố Moskva xét xử phúc thẩm một vụ việc pháp lý đang diễn ra về Katyn. Một nhóm nhân quyền, Memorial, nói rằng sự chi phối có thể dẫn tới một quyết định của tòa án công bố các tài liệu mật cung cấp thông tin về hành động xử bắn hàng nghìn sĩ quan Ba Lan. Ngày 8 tháng 5 năm 2010, Nga đã chuyển cho 67 tập "hồ sơ tội phạm Số.159," được đưa ra trong những năm 1990 để điều tra hành động xử bắn hàng loạt các sĩ quan Ba Lan thời Liên Xô. Các bản sao của 67 tập, mỗi tập 250 trang, được đóng trong sáu hộp. Mỗi hộp nặng xấp xỉ 12 kg (26.5 lbs), tổng trọng lượng hồ sơ khoảng 70 kg (153 lbs). Tổng thống Nga Dmitry Medvedev đã giao một trong các tập cho Tổng thống tạm quyền, Bronislaw Komorowski. Medvedev và Komorowski đồng ý rằng hai quốc gia nên tiếp tục các nỗ lực của mình nhằm tìm ra sự thực của tấn thảm kịch. Tổng thống Nga nhấn mạnh rằng Nga sẽ tiếp tục giải mật các hồ sơ về vụ xử bắn Katyn. Tổng thống tạm quyền của Ba Lan nói rằng hành động của Nga có thể tạo một nền móng tốt để cải thiện quan hệ song phương.
Tháng 11 năm 2010, Duma Quốc gia (hạ viện Nga) đã thông qua một nghị quyết tuyên bố rằng các tài liệu từ lâu đã bị giữ bí mật "cho thấy rằng tội ác Katyn được tiến hành theo các chỉ thị trực tiếp của Stalin và các quan chức Nga khác". Tuyên bố cũng kêu gọi tiếp tục điều tra vụ xử bắn nhằm xác định danh sách các nạn nhân. Các thành viên Duma thuộc Đảng Cộng sản bác bỏ rằng Liên bang Xô viết đã bị buộc tội về vụ xử bắn ở Katyn và bỏ phiếu chống lại tuyên bố. Ngày 6 tháng 12 năm 2010, Tổng thống Nga Dmitry Medvedev hứa hẹn toàn bộ sự thực về vụ xử bắn, tuyên bố rằng "Gần đây Nga đã thực hiện một số hành động chưa từng có nhằm xóa bỏ hoàn toàn di sản của quá khứ. Chúng tôi sẽ tiếp tục theo hướng này."
Năm 2011, Tòa án Nhân quyền châu Âu tuyên bố có thể chấp nhận hai khiếu nại của người thân các nạn nhân vụ xử bắn chống lại Nga liên quan tới sự điều tra thích đáng..

### Các ý kiến tranh cãi về vụ thảm sát Katyn
Cho tới năm 2007 một số chính trị gia, nhà bình luận và các đảng viên Đảng Cộng sản Nga ủng hộ Liên Xô vẫn tiếp tục bác bỏ mọi cáo buộc đối với Liên Xô, họ cho rằng các tài liệu được giải mật là tài liệu giả, và nhấn mạnh quan điểm ban đầu của Liên Xô – các tù nhân Ba Lan bị người Đức giết năm 1941 – là đúng. Cuối năm 2007 và đầu năm 2008, nhiều báo chí Nga, gồm cả tờ Rossiyskaya Gazeta, Komsomolskaya Pravda và Nezavisimaya Gazeta đưa ra các câu chuyện ám chỉ Phát xít Đức phải chịu trách nhiệm về vụ xử bắn chứ không phải Liên Xô.
Một ít nhà nghiên cứu ở phương Tây cũng ủng hộ các quan điểm trên, như trong cuốn sách "The War Against the Working Class" (Cuộc chiến chống lại giới cần lao) của Will Podmore, dẫn lại nghiên cứu của giáo sư văn học Grover Furr cho rằng Bộ trưởng tuyên truyền Đức là Goebbel viết trong nhật ký: "Thật không may là các viên đạn của Đức đã được tìm thấy trong các ngôi mộ tại Katyn. Điều này phải được giữ tuyệt đối bí mật". Các viên đạn tìm thấy trong các ngôi mộ phần lớn là loại 7,65mm của Đức, một số khác là đạn 9mm, nhưng Liên Xô không có cỡ đạn này cho tới sau thế chiến. Viên tướng chống Xô viết người Ba Lan là Wladyslau Anders cũng công nhận rằng các thi thể bị bắn bởi đạn của Đức và không có những viên đạn của Liên Xô được dùng. Cuộc khai quật năm 2011-2012 của Ba Lan và Ucraina tìm ra rằng phần lớn các viên đạn tại hiện trường là đạn của Đức, và chúng không có sớm hơn năm 1941. Các bằng chứng này cho thấy vụ xử bắn là do Đức tiến hành, không phải Liên Xô Trong chính tài liệu gốc, Grover Furr còn cho rằng cách diễn dịch "chính thức" về sự kiện Katyn hàm chứa nhiều vấn đề, và ông này còn kết luận là chỉ có một phần nhỏ các tù binh Ba Lan đúng là bị Liên Xô xử bắn và có thể là những người này có thể đã bị Liên Xô trừng trị vì tham gia vào các hoạt động đàn áp chủ nghĩa cộng sản, đàn áp người Belarus, Ukraina, và ngược đãi tù binh Hồng quân. Một số khác chỉ bị chuyển đi giam giữ trong các trại cải tạo, phần lớn tù binh còn lại đã bị quân Đức bắt giết khi phát xít Đức xâm lược Liên Xô năm 1941; và Furr còn cho rằng bức thư Beria gửi Stalin là giả.

## Trong văn học và nghệ thuật
Thảm sát Katyn là một chủ đề trong nhiều bộ phim, tác phẩm văn học và nghệ thuật. Ví dụ, nó là cốt truyện cho tiểu thuyết The Lieutenants (Trung úy) của W.E.B. Griffin, là một phần của tập sách Brotherhood of War (Tình anh em của Chiến tranh) cũng như trong tiểu thuyết Enigma (Điều bí ẩn) của Robert Harris và bộ phim cùng tên. Rag and Bone (loạt truyện Billy Boyle) của James R. Benn cũng sử dụng vụ Thảm sát Katyn làm cốt truyện. Nhà thơ người Ba Lan Jacek Kaczmarski đã dành một trong những thơ hát (sung poetry) của mình cho sự kiện này. Trong một tuyên bố chính trị liều lĩnh thời điểm cao điểm Chiến tranh Lạnh, nhà đạo diễn và biên kịch người Serb Dušan Makavejev đã sử dụng đoạn phim nguyên bản của Phát xít trong bộ phim Sweet Movie năm 1974 của mình. Nhà soạn nhạc người Ba Lan Andrzej Panufnik đã viết một bản phổ năm 1967 gọi là "Văn bia Katyn" để tưởng nhớ vụ thảm sát.
Năm 2000, nhà làm phim người Mỹ Steven Fischer đã sản xuất một thông báo công cộng với tựa đề Silence of Falling Leaves (Sự im lặng của lá rơi) vinh danh những binh sĩ đã ngã xuống, gồm cả hình ảnh những chiếc lá mùa thu rơi rụng với một đoạn nhạc và tường thuật bằng tiếng Ba Lan của nghệ sĩ Bożena Jędrzejczak sinh ra tại Warszawa. Nó đã được một đề cử cho giải Emmy.
Người nhận Giải Oscar danh dự năm 1999, nhà đạo diễn phim người Ba Lan Andrzej Wajda, người có cha là Đại úy Jakub Wajda, bị xử bắn trong nhà tù của NKVD ở Kharkiv, đã thực hiện một bộ phim thể hiện sự việc, Katyn. Bộ phim tập trung vào số phận của một số người mẹ, người vợ và con gái của các sĩ quan Ba Lan bị người Liên Xô xử bắn. Một số cảnh rừng Katyn được dựng lại. Kịch bản dựa trên cuốn sách Post mortem—the Katyn story của Andrzej Mularczyk. Bộ phim được sản xuất bởi Akson Studio, và giới thiệu tại Ba Lan ngày 21 tháng 9 năm 2007. Bộ phim đã được đề cử Academy Award năm 2008 cho mục Phim nước ngoài hay nhất.
Năm 2008, nhà sử học người Anh Laurence Rees đã sản xuất loạt phim tài liệu truyền hình thời lượng 6 giờ cho BBC/PBS với tiêu đề Thế chiến II Phía sau những cánh cửa đóng: Stalin, Phát xít và phương Tây. Thảm sát Katyn là chủ đề trung tâm của phim.

## Đài tưởng niệm

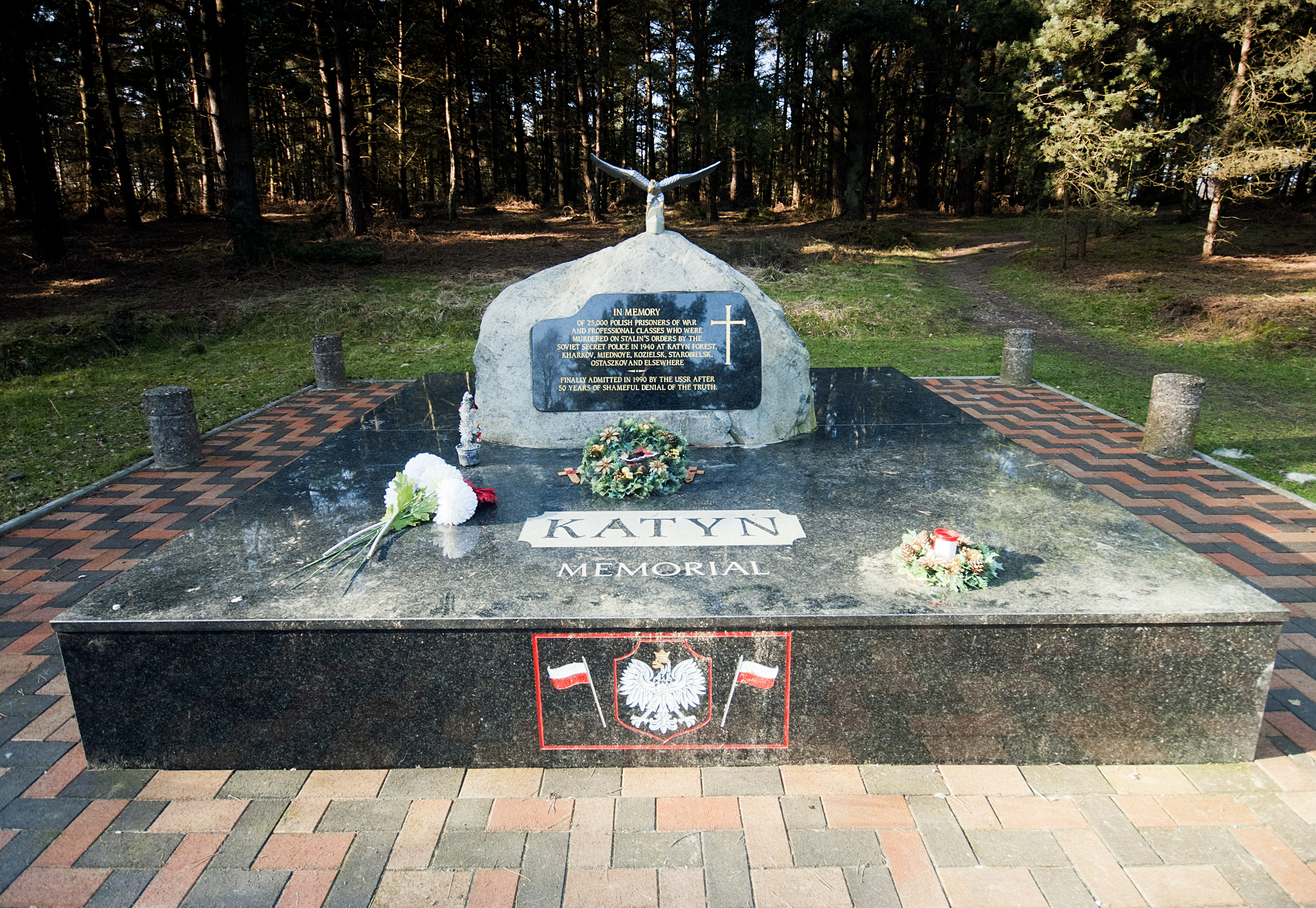
Đài tưởng niệm Katyn, Cannock Chase, Staffordshire, Anh Quốc

Nhiều đài tưởng niệm vụ thảm sát đã được dựng lên trên khắp thế giới. Trong Chiến tranh Lạnh, chính phủ Anh phản đối các kế hoạch xây dựng một đài tưởng niệm chính cho vụ thảm sát Katyn tại Anh Quốc. Liên bang Xô viết không muốn vụ thảm sát Katyn được nhớ tới, và đã yêu cầu chính phủ Anh ngăn cản việc dựng đài tưởng niệm.[e] Chính phủ Anh không muốn tạo sự thù địch với người Liên Xô, và việc dựng tượng đài đã bị hoãn lại trong nhiều năm. Khi cộng đồng địa phương có được quyền dựng tượng đài, không một đại diện nào của chính phủ có mặt tại buổi lễ (dù đại diện của Đảng Bảo thủ đối lập có mặt). Một công trình tưởng niệm cuối cùng được khánh thành ngày 18 tháng 9 năm 1976 tại Nghĩa trang Gunnersbury trong sự tranh cãi. Đài tưởng niệm khác tại Anh Quốc được dựng lên ba năm sau đó, năm 1979, tại Cannock Chase, Staffordshire.
Tại Nga, năm 2000, đài tưởng niệm tại nghĩa trang chiến tranh Katyn được khai trương. Trước đó, địa điểm này là một công trình tưởng niệm "các nạn nhân của Hitler". Tại Canada, một công trình điêu khắc lớn bằng kim loại được dựng lên tại cộng đồng người Ba Lan ở Roncesvalles, Toronto, Ontario, để tưởng nhớ các vụ xử bắn. Tại Nam Phi, một đài tưởng niệm ở Johannesburg tưởng nhớ các nạn nhân vụ Katyn cũng như các phi công Nam Phi và Ba Lan đã thực hiện các phi vụ thả đồ tiếp tế cho cuộc Cuộc nổi dậy Warszawa.

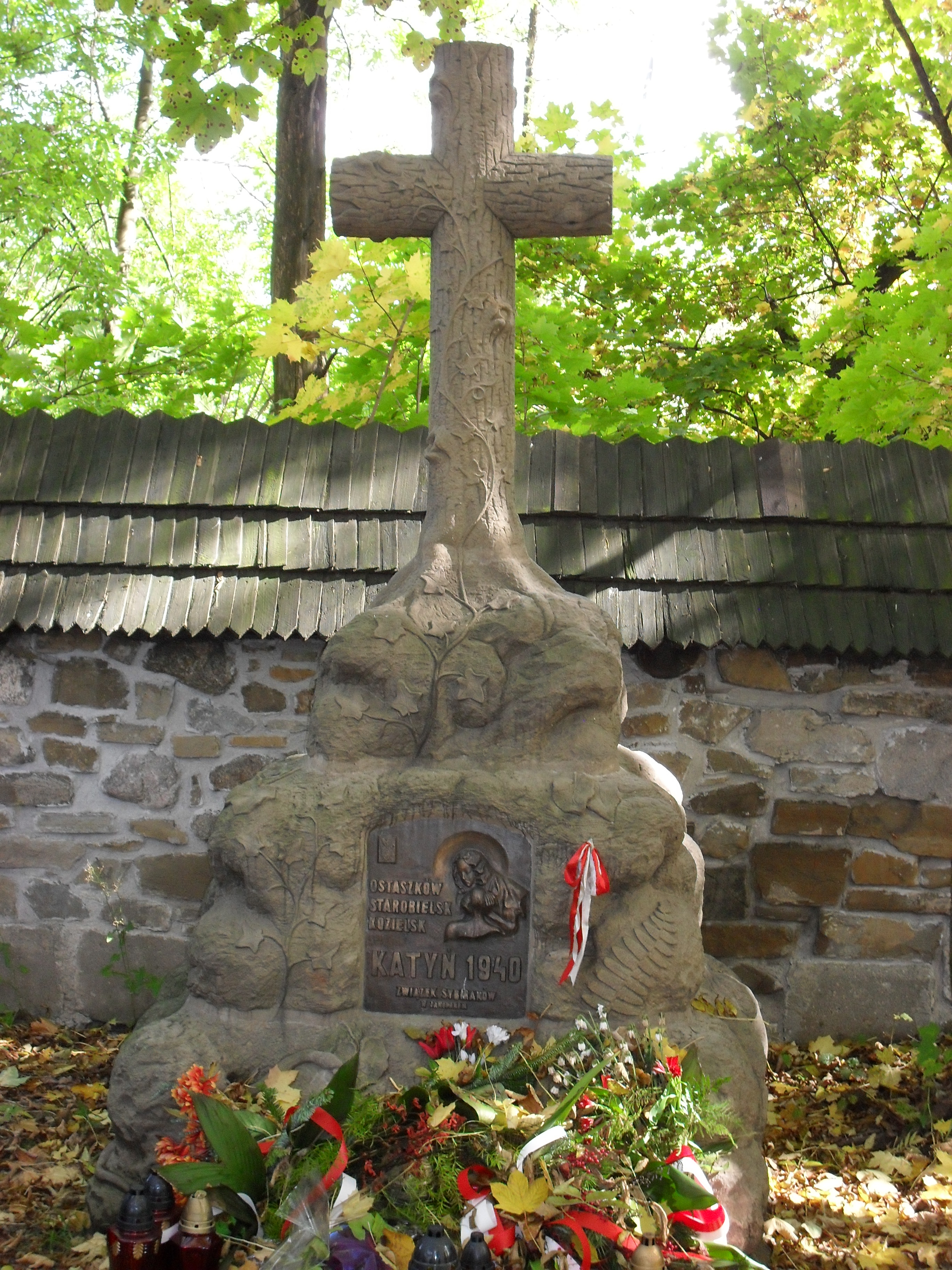
Đài tưởng niệm Katyn, nghĩa trang Pęksów Brzyzek, Zakopane, Ba Lan

Tại Wrocław, Ba Lan, một tác phẩm của nhà điêu khắc Ba Lan Tadeusz Tchórzewski được dành cho các tù binh bị xử bắn tại Katyń. Được khai trương năm 2000, nó nằm trong một công viên phía đông trung tâm thành phố, gần tòa nhà Racławice Panorama. Nó thể hiện 'Người mẹ Tổ quốc' tuyệt vọng trên thi thể một người lính đã chết, trong khi trên một bệ cao hơn thần chết đang hiện ra, tựa về phía trước trên một thanh kiếm.
Tại Hoa Kỳ, một bức tượng vàng, được gọi là Tưởng niệm Thảm sát Katyn Quốc gia, nằm ở Baltimore, Maryland, trên Phố Aliceanna tại Inner Harbor East. Người Mỹ gốc Ba Lan tại Detroit đã dựng một bức tượng tưởng niệm nhỏ bằng đá trắng theo hình một cây thập tự với một tấm bảng tại Nhà thờ Công giáo Rôma St. Albertus.
 Một bức tượng, Đài tưởng niệm Katyń, tưởng nhớ vụ thảm sát đã được dựng lên tại Exchange Place trên Sông Hudson ở Thành phố.
 Các công trình tưởng niệm khác nằm ở Doylestown, Pennsylvania và Niles, Illinois.
Tại Ukraina, một khu phức hợp tưởng niệm được xây dựng để tưởng niệm hơn 4.300 sĩ quan là nạn nhân vụ xử bắn Katyn bị xử bắn ở Pyatykhatky, 14 kilômét/8,7 dặm về phía bắc Kharkiv ở Ukraina; khu phức hợp nằm ở một góc của khu nghỉ dưỡng cũ cho các sĩ quan NKVD. Trẻ em đã phát hiện ra hàng trăm cúc áo sĩ quan trong khi vui chơi trên khu vực này.